# Giovanni Cernogoraz
Giovanni Cernogoraz (Koper, 27 de dezembro de 1972) é um atirador olímpico croata, campeão olímpico.

## Carreira
Giovanni Cernogoraz representou a Croácia nas Olimpíadas, de 2012, conquistou a medalha de ouro na Fossa olímpica.